# Isernia
Iserniaⓘ [iˈzεrnja] – miasto i gmina we Włoszech, w regionie Molise, w prowincji Isernia.
Według danych na rok 2004 gminę zamieszkiwały 20 884 osoby, 307,1 os./km².
Urodził się tutaj Piotr Angelari del Murrone, późniejszy papież Celestyn V.